# Třída Shupavu
Třída Shupavu je třída hlídkových lodí keňského námořnictva. Celkem byly postaveny dvě jednotky této třídy. Ve službě jsou od roku 1998.

## Stavba
Celkem byly postaveny dvě jednotky této třídy. Postavila je španělská loděnice Astilleros Gondán. Do služby byly přijaty roku 1998.
Jednotky třídy Shupavu:
| Jméno                         | Spuštěna | Vstup do služby | Status  |
| ----------------------------- | -------- | --------------- | ------- |
| KNS Shupavu (P3130, ex P6130) |          | 1998            | aktivní |
| KNS Shujaa (P3129, ex P6129)  |          | 1998            | aktivní |

## Konstrukce
Plavidla nesla jeden 76mm kanón OTO Melara Compact na přídi a jeden 30mm hlavňový systém blízké obrany OTO Melara Compact s 30mm kanónem Mauser MK 30 Model F na plošině na zádi. Pohonný systém tvoří dva diesely MTU-Bazán o výkonu 4000 hp, pohánějící dva lodní šrouby. Nejvyšší rychlost dosahovala 25 uzlů.

### Modernizace
V červenci 2018 byla dokončena 21 měsíců trvající modernizace Shujaa provedená nizozemskou loďařskou koncernovou Damen Group. Plavidlo se vrátilo bez příďového 76mm kanónu.

## Operační služba
Hlídková loď Shujaa se zapojila do konfliktu v Somálsku. V září 2012 se podílela na provedení výsadku do somálského přístavu Kismaayo.